# Rex százados
Rex százados 
(születési száma CT-7567) egy kitalált karakter a George Lucas által létrehozott Star Wars franchise-ban. Főszereplőként mutatták be a Klónok háborúja 2008 című animációs filmben és a kapcsolódó, azonos című televíziós sorozatban. Rex a Köztársaság Nagy Hadseregének klónkatonája, a mandalóri fejvadász, Jango Fett donorából klónozva szolgálja a Galaktikus Köztársaságot Anakin Skywalker jedi tábornok és Ahsoka Tano jediparancsnok parancsnoksága alatt.2008-as bemutatkozása óta A klónok háborúja című sorozatban is feltűnt a 2014-es Star Wars Lázadók című televíziós sorozatban, a 2021-es Star Wars: A Rossz Osztag című televíziós sorozatban, a 2022-es Jedihistóriák című televíziós sorozatban és különböző mellékmédiákban . Megjelent a Klónok háborújában, a Lázadókban, A Rossz Osztag-ban és A Jedihistóriákban-ban , Rex hangját Dee Bradley Baker adja.
Fizikailag megkülönböztetik a többi klónkatonától, szorosan borotvált szőke haja, valamint a páncélján lévő kék jelzések és a sisakjára festett stilizált sólyomszemek azonosítják. Rexet az is jellemezte, hogy két DC-17-es pisztolyt használt a harcokban. Megbízható és példamutató katonának nevezik, Anakin az "első parancsnokának" tartja. Rex úgy véli, hogy a kötelessége nemcsak a parancsok végrehajtása, hanem a parancsnoksága alá tartozó férfiak védelme is, a Köztársaságba vetett hite azonban megingott a sorozat során.
A Klónok háborúja film kezdeti fejlesztése a Star Wars: Republic- ban szereplő Alpha-17-et választotta elsődleges klónkatona karakternek. Lucas azonban úgy érezte, hogy ez túl sok alliterációt keltett a meglévő főszereplőkkel, és helyette új karaktert hoztak létre. Rexet olyan központi személyiségként fejlesztették ki, amelyre a körülötte lévő katonák vágytak, és szerepelt a karakterfejlődését feltáró történetekben. Rex a rajongók kedvencévé vált, folyamatosan szerepelt a rajongói szavazásokon és a Star Wars karakterlistáin.

### Jellemzés és megjelenés
A hivatalos Star Wars Databank úgy írja le Rexet, mint egy példamutató klón katona, aki bátor a harc alatt, és elkötelezett az alatta szolgáló férfiak iránt, akiknek alkalmazkodniuk kell a makacs Jedi parancsnoksághoz. A klónháború első szakaszában hite a köztársasághoz megkérdőjelezhetetlen volt, mégis a harcok során hite megingott, és megkérdőjelezi a konfliktus célját (pl 4. évad 6.részétől a 10.-részig) A bejegyzés úgy jellemezte Rexet, hogy megcsodálja, sőt utánozza Anakin Skywalker improvizációját és hajlandóságát a parancsok megváltoztatására. A "Sötétség Umbarán" című művében Anakin úgy írja le Rexet, mint az ő "első parancsnokát", és a hűségben vagy képességekben a legkiválóbb.
Rex későbbi sisakja az eredeti sisakja és a szokásos 1. fázisú klónkatonasisak hibridje .
Rexet szorosan borotvált szőke haj jellemzi (ahol a legtöbb klónnak sötét haja van) és stilizált sólyomszemek, amelyek a sisakját díszítik, mint az 501. klón zászlóalj minden tagja, páncélján is kék jelzések vannak. A sorozat későbbi részében Rex páncélján egybevágó jelek vannak, ami gyilkosságokat jelképez, és Filoni úgy érezte, hogy közli, hogy Rex „kis legendává válik”, mert „hosszú távú túlélője a klónok háborújának”. Az eredeti trilógiában.
Rex későbbi sisakja, (amely először a negyedik évadban jelent meg) ötvözi az 1. és a 2- fázisú klón páncélt. . Új sisakján a régi T-alakú védőszemüveget használta alapként, és megtartotta a régi arányokat, így egyes elemeket le kellett engedni, hogy illeszkedjenek. Filoni az univerzumon belüli hátteret fejlesztette ki a tervezéshez, és úgy érezte, hogy Rex "ugyanazt a páncélt próbálta viselni" egy hibrid változat összehegesztésével, amely tovább növelte egyediségét.Filoni úgy jellemezte ezt a speciális sisakot, mint Rex bizalmatlanságát az új páncél minőségében, és a meggyőződését, hogy "a klasszikus cuccokkal a kivitelezés egy kicsit jobb". Rex továbbra is viseli a sisakját és klónpáncéljának egy részét a lázadókban is.

## Megjelenései

### A Klónok háborúja
Rex bemutatása a Christophsisi csatában volt, Anakin Skywalker jeditábornok vezetése alatt az 501 légió századosaként. A nézők a 7. évad 12. (évadzáró) részében búcsúzhattak el a karaktertől. Rex csatáit végig kísérhetjük a Klónok háborúja filmben és A Klónok háborúja televíziós sorozatban is. 

### Jedihistóriák
Rex feltűnik a Jedihistóriák című antológia sorozatban is, A Practice make perfect (Tanulj, hogy jobbá válj) című részben, ahol Ahsokát képzi védekezésre, valamint a Resolve (Elhatározás) című epizódban ahol csak érintőlegesen tűnik fel.

### A Rossz Osztag
Rex először az első évad közepén tűnik fel személyesen, segít a 99-eseknek megszabadulni a chipjeiktől. 
A második évadban már egy titkos klónszervezeten dolgozik Echóval, Gregorral és más klónokkal, aminek a célja, hogy aláássák a Birodalmat. A harmadik évadban a Teth bolygóról irányítja a fejleményeket, de a Birodalom miatt menekülnie kell. Találkozik Wolfee parancsnokkal, akinek kijelenti, hogy nem ellene, hanem a Birodalom ellen küzd.

### Lázadók
Rex a második évadban bekerült a Star Wars Lázadók televíziós sorozat főszereplői közé , amely tizenöt évvel A klónok háborúja után játszódik. A felgyorsult öregedés miatt mostanra sokkal idősebb férfinak tűnő Rex, Wolffe parancsnokkal és Gregor kapitánnyal él együtt. Az "Elveszett parancsnokok" című epizódban Ahsoka utasítására a szellem legénysége megkeresi őket , és a katonák segítségét kérik egy új lázadóbázis létrehozásához. Bár hármuk inhibitor chipjeit eltávolították, így figyelmen kívül hagyták a 66-os parancsot, a korábbi padawan Kanan Jarrus kezdetben nem bízik bennük. Wolffe, tartva a lázadók és a Jedik megsegítésének következményeitől, felveszi a kapcsolatot a Galaktikus Birodalommal, hogy megvédje a klónokat. Rex azonban meggyőzi Wolffe-ot, hogy a lázadókban megbízhatnak, és visszaveri a Birodalmat, ezzel pedig kivívja Kanan bizalmát. Rex elhagyja Wolffe-ot és Gregort, hogy csatlakozzon a Lázadók Szövetségéhez, és a szellem legénységével és Ahsokával együtt harcoljon a Birodalom ellen. A "Családi összejövetel – és búcsú" című epizód fináléjának epilógusában kiderül, hogy ismét parancsnokká léptették elő, és Hérával harcolt az endori csatában.

## Rex megjelenései

### A filmiparban
```
* 
Star Wars: A Klónok Háborúja (film)
 2008
* 
Star Wars: A Klónok Háborúja (sorozat)
 2008-2020
* 
Star Wars: A Rossz Osztag
 2021-2023
* 
Star Wars: Jedihistóriák
 2022
```

### A játékokban
- Star Wars: Repbulic Heroes 2009
- Star Wars III: The Clone Wars 2011

## Magyar hangjai
- Berzsenyi Zoltán, Tóth Zoltán, Varga Rókus és Bolla Róbert: Star Wars: A klónok háborúja
- Bolla Róbert: Star Wars: Jedihistóriák, Star Wars: A Rossz Osztag
- Borbiczki Ferenc: Star Wars: Lázadók